# Alqaedas Inc
Alqaedas Incorporated (abreviado como Alqaedas Inc) es un sello discográfico independiente fundado por los cantantes puertorriqueños Pacho el Antifeka y Kendo Kaponi en el año 2010 con sede en Juana Matos, Cataño.

## Historia
Fue fundado en el año 2011, el nombre está inspirado en la organización terrorista Al Qaeda, ya que los artistas del sello discográfico estuvieron involucrados en crímenes como portación oculta de armas, narcotráfico, asesinatos, venta de armas, entre otros delitos.El sello debutó con el sencillo «Me van a dar» junto a Julio Voltio, Ñengo Flow, Maximus Wel, Jomar, y el dúo fundador.
En 2013, Pacho y Cirilo lanzaron el primer álbum de estudio del dúo y también el primero del sello discográfico, titulado Los Dueños de la Calle con Humildad & Respeto, que contó con 17 sencillos y fue distribuido por Limitless Entertainment.En el proyecto colaboraron artistas como De la Ghetto, J Álvarez, Jowell & Randy, Grupo Manía, Yomo, entre otros.
En 2015, Pacho fue detenido por portación de drogas y armas de alto calibre.Kendo Kaponi fue detenido en más de 10 ocasiones por robo, tenencia, entre otros casos.El periódico español El Confidencial describió en ese entonces que los sencillos del sello hablan de letras urbanas y callejeras que hablan de la "jungla de cemento", crítica social, relaciones, delincuencia e incluso exhibición de armas". En ese mismo año, el dúo fundador del sello anunció su separación para que cada uno continúe sus carreras como solistas.
En el año 2023, Pacho el Antifeka fue asesinado por lo que el dúo se separó y Cirilo quedó como único representante del sello discográfico.Hanzel La H, colega que creció con Pacho en el mismo barrio y artista que debutó musicalmente en el sello en el año 2020, fue involucrado por el asesinato de Pacho.Actualmente se encuentra detenido por estas acusaciones. 

## Miembros
- Pacho el Antifeka
- Kendo Kaponi
- Cirilo
- Juanka El Problematik
- Hanzel La H
- Alexio La Bestia
- Valdo La Eminencia
- Legion
- Elson La voz Con peso
- Raffa Alqaedas
- Maximus Wel
- Julito El Castillo
- D.ozi El Del control
- Optumus
- Baby Johnny
- MB Alqaeda
- Eliezel Alqaeda
- Bryan el nene de Alqaeda
- Jouseph Yadiel (hijo)
- Ator Untela

### Exmiembros
- Pacho el Antifeka †[12]
- Alexio †[13]
- Valdo "La Eminencia"
- Jomar "El Caballo Negro"
- Elson "La Voz con Peso"
- D. Ozi

### Productores
- Jowny Boom Boom
- Yanyo "The Secret Panda".[14]
- Musicólogo & Menes

### Artistas vinculados
- Endo
- Randy Glock †
- Jetson El Súper
- Maximus Wel
- Julio Voltio
- Baby Rasta & Gringo

]
- Arcángel
- Cosculluela
- Farruko
- La Convi

## Discografía

### Álbumes de estudio
- 2013: Los Dueños de la Calle con Humildad & Respeto

### Álbumes recopilatorios
- 2015: Los Alqaedas Vol. 1
- 2015: Los Alqaedas Vol. 2
- 2015: Los Alqaedas Vol. 3

### Sencillos
| Año  | Título                                                                                | Álbum                      |
| ---- | ------------------------------------------------------------------------------------- | -------------------------- |
| 2011 | «Me van a dar» (con Julio Voltio, Ñengo Flow, Maximus Wel)                            |                            |
| 2011 | «Mi combo jala» (con Jory Boy)                                                        |                            |
| 2011 | «Dicen que vienen por mí» (con D.Ozi)                                                 |                            |
| 2011 | «Yo nunca la dejo» (con Baby Rasta, D.Ozi)                                            |                            |
| 2012 | «Ella quiere»                                                                         |                            |
| 2012 | «Olvídate de él» (con Doggy)                                                          |                            |
| 2012 | «Mi gatita es calle» (con Galante El Emperador)                                       |                            |
| 2013 | «Un beso» (con Valdo)                                                                 |                            |
| 2013 | «Matemos esas ganas» (con De la Ghetto)                                               |                            |
| 2013 | «Nosotros mandamos y vamos»                                                           |                            |
| 2013 | «Los kioscos están subiendo» (con Kendo Kaponi)                                       |                            |
| 2013 | «Vinimos a joder» (con Jowell y Randy)                                                | Los dueños de la calle     |
| 2013 | «Matemos esas ganas (Remix)» (con Zion & Lennox, De la Ghetto, Valdo)                 | Los dueños de la calle     |
| 2013 | «El gran palo» (con Polaco                                                            | Los dueños de la calle     |
| 2013 | «Cansa de lo mismo»                                                                   | Los dueños de la calle     |
| 2013 | «Por ustedes doy la vida» (con Ñengo Flow, D.Ozi)                                     | Los dueños de la calle     |
| 2013 | «Cómo antes» (con Kendo Kaponi y Jory Boy)                                            | Los dueños de la calle     |
| 2013 | «Pregúntale a la luna» (con Divino)                                                   | Los dueños de la calle     |
| 2013 | «Aquí en esta prisión» (con J Alvarez)                                                | Los dueños de la calle     |
| 2013 | «No mientas»                                                                          | Los dueños de la calle     |
| 2013 | «Ella sale pa' la disco»                                                              | Los dueños de la calle     |
| 2013 | «Pide calor» (con Grupo Manía y Raffa)                                                | Los dueños de la calle     |
| 2013 | «Un beso (Remix)» (con Valdo y Jory Boy)                                              | Los dueños de la calle     |
| 2013 | «Los rápidos pa' las misiones» (con Franco "El Gorila")                               | Los dueños de la calle     |
| 2013 | «Castigo a la mala» (con Luigi 21 Plus)                                               | Los dueños de la calle     |
| 2013 | «Vamos a desbaratarnos» (con Yomo)                                                    | Los dueños de la calle     |
| 2013 | «No me hablen de amores»                                                              | Los dueños de la calle     |
| 2013 | «Mi nena se la pasa peleando» (con Alexio)                                            | Los dueños de la calle     |
| 2013 | «Quién contra nosotros»                                                               |                            |
| 2013 | «Cuándo grita el palo» (con Juanka "El Problematik", Elson)                           |                            |
| 2014 | «No vemos enemigos gigantes»                                                          |                            |
| 2014 | «Si mañana muero» (con Cosculluela)                                                   |                            |
| 2014 | «Muero de deseos» (con Valdo)                                                         |                            |
| 2014 | «Para ser lider se nace» (con Delirious)                                              |                            |
| 2014 | «En nadie se confia» (con Alexio y Juanka "El Problematik")                           |                            |
| 2014 | «Odiada por muchas» (con Kendo Kaponi)                                                |                            |
| 2014 | «Rip Tempo»                                                                           | Los Alqaedas, Vol 1, 2 y 3 |
| 2014 | «El que tenga miedo que se quite» (con Cosculluela)                                   | Los Alqaedas, Vol 1, 2 y 3 |
| 2014 | «De aquí nadie me baja» (con Maximus Wel)                                             | Los Alqaedas, Vol 1, 2 y 3 |
| 2014 | «Perdóname señor» (con Syko "El Terror")                                              | Los Alqaedas, Vol 1, 2 y 3 |
| 2014 | «El que tenga miedo que se quite Remix» (con Cosculluela, Kendo Kaponi y Juanka)      | Los Alqaedas, Vol 1, 2 y 3 |
| 2014 | «Quédate conmigo»                                                                     | Los Alqaedas, Vol 1, 2 y 3 |
| 2014 | «Bella Bella Bellaka» (con Jowell, Luigi 21 Plus, Franco "El Gorila", John Eric)      | Los Alqaedas, Vol 1, 2 y 3 |
| 2014 | «Odiada por muchas (Remix)» (con Daddy Yankee, J Alvarez y De la Ghetto)              | Los Alqaedas, Vol 1, 2 y 3 |
| 2014 | «Fumigando cucarachas»                                                                | Los Alqaedas, Vol 1, 2 y 3 |
| 2015 | «Salimos a dar fuego» (con Alexio y D.Ozi)                                            | Los Alqaedas, Vol 1, 2 y 3 |
| 2015 | «Nos vamos a criterio» (con Farruko)                                                  | Los Alqaedas, Vol 1, 2 y 3 |
| 2015 | «Al que se vire» (con Eme "El Mago")                                                  | Los Alqaedas, Vol 1, 2 y 3 |
| 2015 | «La disco se encendió (con Farruko, J Alvarez, Gotay El Autentiko, Ñengo Flow y Jory) | Los Alqaedas, Vol 1, 2 y 3 |
| 2015 | «Dejen el bla bla» (con Elson)                                                        | Los Alqaedas, Vol 1, 2 y 3 |
| 2015 | «Ella nunca la dejo»                                                                  | Los Alqaedas, Vol 1, 2 y 3 |
| 2015 | «Dimelo» (con Anonimus)                                                               | Los Alqaedas, Vol 1, 2 y 3 |
| 2015 | «Mi sueño» (con Daddy Yankee)                                                         | Los Alqaedas, Vol 1, 2 y 3 |
| 2015 | «Nosotros jugamos vivos» (con Trebol Clan, D.Ozi, Alexio, Elson, Valdo)               | Los Alqaedas, Vol 1, 2 y 3 |
| 2015 | «Rip Tony y Zamyr» (con Alexio)                                                       | Los Alqaedas, Vol 1, 2 y 3 |
| 2015 | «No le cuenten» (con Aldo el Arquitecto)                                              | Los Alqaedas, Vol 1, 2 y 3 |
| 2015 | «Toitos van a morirse» (con Alexio y Elson)                                           | Los Alqaedas, Vol 1, 2 y 3 |
| 2015 | «Tu me dices y nos matamos» (con Elson)                                               | Los Alqaedas, Vol 1, 2 y 3 |
| 2015 | «Quiero hacertelo» (con MB Alqaeda)                                                   | Los Alqaedas, Vol 1, 2 y 3 |
| 2015 | «No tengas miedo»                                                                     |                            |
| 2015 | «Andamos sueltos»                                                                     |                            |
| 2015 | «Aquí estoy yo»                                                                       |                            |
| 2015 | «No se la creo»                                                                       |                            |
| 2016 | «Aprieto (Remix)» (con Kendo Kaponi, Darkiel, Endo, y más)                            |                            |